# Casa dos Crivos
A Casa dos Crivos, também referida como Casa das Gelosias, localiza-se na freguesia de Braga (São José de São Lázaro e São João do Souto), cidade e município de Braga, distrito do mesmo nome, em Portugal.
Encontra-se classificada como Imóvel de Interesse Público desde 1971.

## História
A Casa dos Crivos, também designada como Casa das Gelosias ou ainda como Casa das Rótulas, situa-se na Rua de São Marcos, 37-41, uma das artérias mandadas abrir durante a reforma urbanística encetada pelo bispo D. Diogo de Sousa, na primeira metade do século XVI.
A Casa dos Crivos é composta por dois edifícios que apresentam esta denominação, devido ao facto das respetivas fachadas principais, estarem revestidas com estruturas de madeira, que ocultam muito significativamente as janelas. É conhecido por ser um exemplar único de uma tipologia habitacional muito comum na área urbana central de Braga no século XVII, tendo-se prolongado até ao século XVIII.
Destaca-se pela cobertura total da fachada por gelosias: ""(...) partir do século XVII, quando o ambiente de excessiva religiosidade fez cobrir as janelas de gelosias que dariam a Braga o aspecto de uma cidade muçulmana".
A fachada principal apresenta no primeiro piso três portas, com portadas de madeira separadas por pilares. O segundo e terceiro piso são revestidos por rótulas, ou gelosias, que se tornaram o elemento mais emblemático da casa. Esta arquitetura espelhava o clima de profunda religiosidade que à época se vivia em Braga, traduzindo uma vivência civil de recolhimento.
No entanto, aos dias de hoje apenas chegou este exemplar, adquirido pela Câmara Municipal de Braga em 1984 e recuperado sob um programa e projeto que visou a instalação de um espaço de exposições temporárias, um auditório de apoio e duas salas de serviço educativo, conferindo-lhe um uso público de natureza cultural.